# پلی سیلان

مونومر عمومی پلی سیلان‌ها، که در آن Rها گروه‌های آلی یکسان یا متفاوت هستند.

پلی سیلان‌ها ترکیبات آلی سیلیسی با فرمول (R 2 Si) n هستند. این پلمیرها از دسته پلیمرهای آلی سنتی هستند که در ساختار اصلی آنها اتم‌های سیلسیم وجود دارد. از جمله ویژگی این نوع پلمیرها، خواص نوری و الکتریکی متمایز است. پلی سیلان ها عمدتاً به عنوان پیش سازهای کاربید سیلیکون هم مورد استفاده قرار می‌گیرند. ساده‌ترین پلی‌سیلان (SiH2)n است که عمدتاً جنبه نظری دارد.

## سنتز

دودکامتیل سیکلوهگزاسیلان برخی از خواص پلی سیلان‌های با وزن مولکولی بالا را دارد.

اولین پلی سیلان، پلی (دی متیل سیلیلن)، [(CH 3 ) 2 Si] x، در سال ۱۹۴۹ توسط چارلز ا. بورکهارد از جنرال الکتریک گزارش شد که از حرارت دادن فلز سدیم با دی متیل دی کلروسیلان بدست می‌آمد:
(CH3)2SiCl2 + 2 Na → [(CH3)2Si]n + 2 NaCl
واکنش اصلاح شده جفت شدن ورتز دی کلروسیلان‌ها، یک مسیر قابل دوام و عمومی برای رسیدن به مشتقات پلی سیلان خطی با توزین مولکولی بالاست. این واکنش در دمای بالا در یک حلال بی اثر با استفاده از پراکندگی فلز قلیایی انجام می‌شود. واکنش پلیمره شدن با افزودن یک الکل متوقف می‌شود. محدودیت اصلی پلیمریزاسیون نوع ورتز این است که جانشین‌ها باید شرایط واکنش شدید را تحمل کنند. این واکنش برای جایگزین‌های متیل، بنزیل و فنیل به خوبی کار می‌کند. با شرایط سخت، بازده محصول از چند درصد تا تقریباً ۵۰ درصد متغیر است. به طور مشابه، گرافیت پتاسیم (KC 8) را می‌توان در دماهای بسیار پایین تر از دمای مورد نیاز برای کوپلینگ سنتی ورتز استفاده کرد. این واکنش معمولاً یک توزیع سه‌وجهی از محصولات ایجاد می‌کند: یک کسر با وزن مولکولی کم و دو کسر با وزن مولکولی بالاتر. کسر با وزن مولکولی کم از حلقه‌های پنج و شش عضوی تشکیل شده‌است، یعنی [SiR 2] 5 و [SiR 2] 6. تشکیل این حلقه‌ها با رشد پلیمر رقابت می‌کند. یکی دیگر از روش‌های سنتز پلی سیلان‌ها، جفت‌گیری هیدروژنی سیلان‌ها است.

## خواص
محصول به دست آمده توسط بورکهارد به دلیل نامحلول بودن در حلال‌های آلی کار دشواری بود. علاقه به پلی سیلان‌ها در اوایل دهه ۱۹۸۰ از سر گرفته شد، زمانی که گزارش شد که[(CH3)2Si] x می‌تواند با ترمولیز به کاربید سیلیکون تبدیل شود.
شکل‌های پلی سیلان‌ها از مواد بسیار کریستالی (و به‌طور کلی نامحلول) تا مواد آمورف، که در حلال‌های آلی محلول تر هستند، متغیر است. کاهش تقارن و طولانی شدن جایگزین‌های آلی، بلورینگی را کاهش می‌دهد. بسیاری از پلی سیلان‌ها الاستومر‌های لاستیکی هستند. هنگامی که با عوامل اکسید کننده (SbF 5، ید، FeCl 3، فروسن) دوپ شوند، پلیمرها به نیمه رسانا تبدیل می‌شوند. اکثر آنها تا نزدیک به300 °C پایدار هستند و بر خلاف هیدریدهای پلی سیلیکون، در دمای معمولی نسبت به اکسیژن بی اثر هستند. آنها به راحتی هیدرولیز نمی‌شوند. پلی سیلان‌ها رسانایی نوری از خود نشان می‌دهند. اگرچه در مواجهه با نور فرابنفش تخریب می‌شوند. اتم‌های هیدروژن هیدریدهای پلی سیلیکون با ابعاد بالاتر نیز ممکن است با گروه‌های جانبی آلی جایگزین شوند تا پلیمرهای ارگانوسیلیکن شبکه تصادفی به دست آورند، اما نام پایه پلی‌سیلین را حفظ می‌کنند، برای مثال، پلی متیل سیلین. 29

### ترمولیز تبدیل کاربید سیلیکون

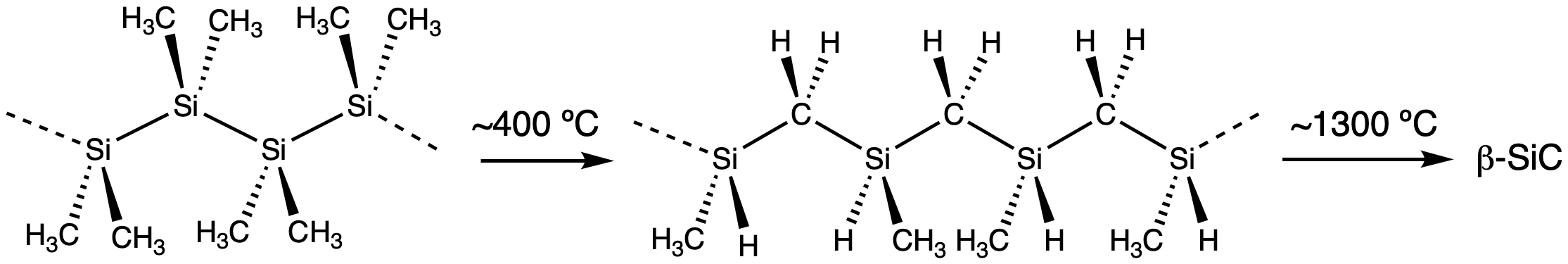
طرح ایده‌آل برای تبدیل پلی دی متیل سیلان به بتا سیلیکون کاربید

یاجیما و همکارانش دریافتند که پیرولیز [Me 2 Si] n منجر به تشکیل الیاف SiC می‌شود. به عنوان پلیمرهای پرسرامیک، پلی کربوسیلان‌ها می‌توانند برای تولید سیلیسیم کاربید متراکم و اکسی کاربید سیلیکون از طریق پیرولیز در اتمسفرهای بی اثر استفاده شوند. فتوپلیمریزاسیون پلی سیلان‌های اصلاح شده در استریولیتوگرافی و به دنبال آن آذرکافت مسیری نوظهور به سمت چاپ سه‌بعدی سرامیک است.

## پلی سیلین‌ها
پلی سیلین‌ها یک کلاس مرتبط از ترکیبات آلی سیلیسیم با فرمول (RSi) n (R = آلکیل) هستند. آنها بیشتر از پلی سیلان‌ها دارای پیوند متقابل هستند و کمتر مورد مطالعه قرار گرفته شده‌اند.